# Meszna (Wilkowice)

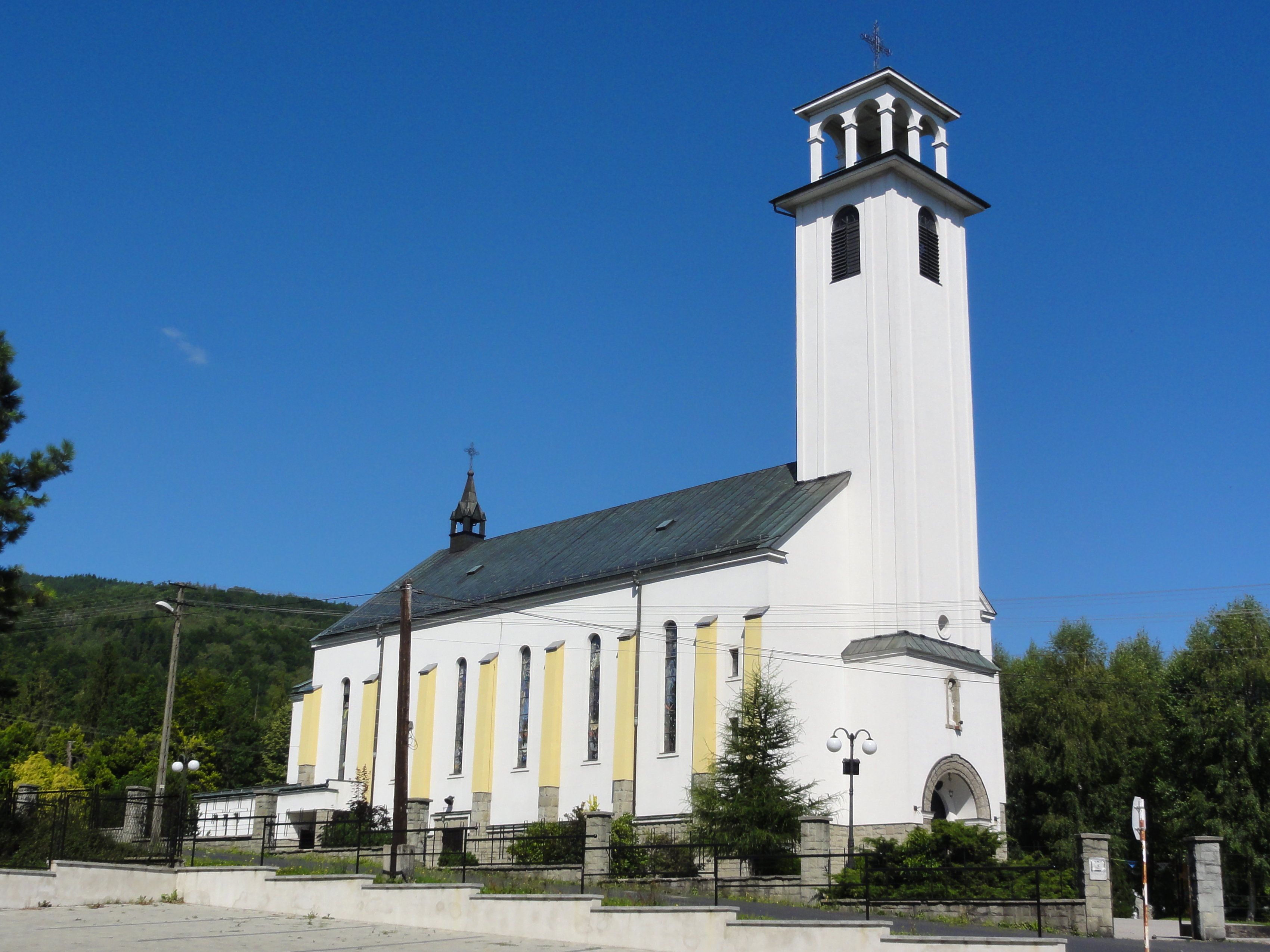
Katholische Kirche

Meszna (deutsch Meschna) ist eine Ortschaft mit einem Schulzenamt der Gemeinde Wilkowice im Powiat Bielski der Woiwodschaft Schlesien, Polen.

## Geographie
Meszna liegt im Saybuscher Becken (Kotlina Żywiecka) unter dem Berg Magura (1109 m hoch) in den Schlesischen Beskiden (Beskid Śląski, im Westen).
Das Dorf hat eine Fläche von 261 ha.
Nachbarorte sind Bystra im Westen und Norden, Wilkowice im Nordosten, Buczkowice im Süden.

## Geschichte
Das Dorf wurde 1712 von Jerzy Warszycki, dem Besitzer der Herrschaft Łodygowice, gegründet.
Bei der Ersten Teilung Polens kam Meszna 1772 zum neuen Königreich Galizien und Lodomerien des habsburgischen Kaiserreichs (ab 1804).
1918, nach dem Ende des Ersten Weltkriegs und dem Zusammenbruch der k.u.k. Monarchie, kam Meszna zu Polen. Unterbrochen wurde dies nur durch die Besetzung Polens durch die Wehrmacht im Zweiten Weltkrieg. Es gehörte dann zum Landkreis Bielitz im Regierungsbezirk Kattowitz in der Provinz Schlesien (seit 1941 Provinz Oberschlesien).
Von 1975 bis 1998 gehörte Meszna zur Woiwodschaft Bielsko-Biała.